# Mopanetoko
Der Mopanetoko (Tockus rufirostris, Syn.: Tockus erythrorhynchus rufirostris), frühere Bezeichnung Südlicher Rotschnabeltoko, ist eine afrikanische Vogelart aus der Familie der Nashornvögel (Bucerotidae).
Der Vogel kommt von Angola und Nordnamibia bis Mosambik und dem Osten Südafrikas vor.
Der Lebensraum umfasst Savannen und trockenere buschbestandene Flächen, bevorzugt mit geringem Grasbewuchs. In den trockenen Waldgebieten im Westen Namibias findet sich statt seiner der Damara-Rotschnabeltoko (Tockus damarensis).
Die Art wurde früher als Unterart (Ssp.) des Rotschnabeltokos (Tockus erythrorhynchus) betrachtet, wird jetzt als eigenständig und als monotypisch angesehen.
Allerdings ist in „Birds of the World“ noch keine separate Beschreibung der ehemaligen Unterarten verfügbar.
Das Artepitheton kommt von lateinisch rufus ‚rot‘ und lateinisch rostrum ‚Schnabel‘.

## Merkmale
Die Art ist 35 – 45 cm groß, das Männchen wiegt 150, das Weibchen 130 g. Das Männchen ist etwas größer, hat einen längeren Schnabel mit einem schwarzen Fleck an der Basis, ansonsten unterscheiden sich die Geschlechter nicht. Scheitel und Nacken sind dunkel graubraun, der übrige Kopf ist grau, die Ohrdecken sind weiß gestrichelt. Ein breiter weißer Hinteraugenstreif mit schmalem grauen Überaugenstreif zieht sich bis zum Nacken. Der Rücken ist schwarz mit weißem zentralen Streifen, die Flügeldecken sind graubraun, jeweils mit großem zentralen weißem Fleck. Die Armschwingen sind überwiegend weiß, die äußeren schwarz, die inneren mit schwarzer Basis, die Unterseite weiß, die Flugfedern sind schwarz mit schmalen weißen Punkten über die Mitte der Handschwingen, äußere Armschwingen sind schwarz, innere weiß mit schwarzer Basis, die Humeralfeder sind  dunkelgrau mit cremefarbenen Rändern. Die mittleren Steuerfedern sind schwarz mit schwarzer Basis. Der Schnabel ist rot mit etwas gelber Basis. Die Iris ist gelb, die Gesichtshaut rosa, die Beine sind grau.
Der Vogel ist kleiner als der Damara-Rotschnabeltoko (Tockus damarensis) und hat ein graues,  gestreiftes Gesicht und gelbe Augen. Verwechslungsmöglichkeit besteht mit dem Rotringtoko (Tockus leucomelas), der aber einen breiteren gelben, und nicht roten Schnabel aufweist.
Jungvögel haben einen kleineren Schnabel mit mehr Orange, die Augen sind grau, werden dann braun, bis sie schließlich gelb werden.

## Stimme
Der Ruf des Männchens wird als Folge klickender Laute „kok kok kok kokok“ beschrieben.

## Lebensweise
Die Art tritt meist in Paaren oder kleinen Gruppen auf, lebt monogam und ist standorttreu. Die Nahrung besteht hauptsächlich aus Insekten, auch kleinen Säugetieren, selten Pflanzensamen oder Früchte. Während der Balzzeit nicken beide gemeinsam auf und ab mit gesenktem Kopf. Das Nest befindet sich in einer natürlichen Baumhöhle in 30–90 cm Höhe, der Eingang wird vom brütenden Weibchen von innen weitgehend verschlossen bis auf eine kleine Fütterungsöffnung. Die Brutzeit beginnt nach der Regenzeit, zwischen September und März. 2 bis 7 ovale, weiße Eier werden im Abstand einiger Tage gelegt und über 23–25 Tage bebrütet.

## Gefährdungssituation
Die Art ist bislang noch nicht untersucht in BirdLife International.